# Xúp bắp cải
Xúp bắp cải có thể đề cập đến bất kỳ loại xúp nào dựa trên các loại cải bắp khác nhau, hoặc trên dưa cải bắp và được biết đến dưới các tên gọi khác nhau trong ẩm thực các quốc gia. Thường thì nó là một loại xúp rau củ. Nó có thể được chế biến với các thành phần khác nhau. Xúp bắp cải chay có thể sử dụng nước xuýt (nước dùng) nấm. Một loại khác là sử dụng nước xuýt cá. Xúp bắp cải truyền thống được chuẩn bị với nước xuýt xương, thịt và mỡ lợn.

## Trong ẩm thực quốc gia
Xúp bắp cải là phổ biến trong ẩm thực Nga, Ba Lan, Slovakia và Ukraina. Nó được biết đến như kapuśniak hoặc kwaśnica trong tiếng Ba Lan, kapustnica trong tiếng Slovak, капусняк (kapusnyak) trong tiếng Ukraina và капустница (kapustnitsa) trong tiếng Nga. Nó cũng được tìm thấy trong ẩm thực Séc (tiếng Séc: zelňačka hoặc zelná polévka), Đức (tiếng Đức: kohlsuppe hoặc krautsuppe), Pháp (tiếng Pháp: soupe aux choux), Phần Lan (kaalikeitto) và Thụy Điển (tiếng Thụy Điển: kålsoppa).
Xúp bắp cải Thụy Điển thường được làm từ cải bắp trắng, được chiên vàng trước khi nấu, được ướp với một lượng lớn tiêu Jamaica (Pimenta dioica) và đôi khi được ăn cùng thịt viên luộc.
Một loạt các món xúp được gọi là shchi (tiếng Nga: щи) là một món ăn quốc gia của Nga. Mặc dù thông thường nó được làm từ cải bắp, nhưng các món ăn cùng tên có thể được chế biến từ chút chít, rau chân vịt hoặc tầm ma. Xúp dưa cải bắp được gọi là "shchi chua", trái với "shchi bắp cải tươi".

Hầu hết các món xúp dưa cải Latvia (tiếng Latvia: skābu kāpostu zupa) được làm bằng dưa cải bắp, khoai tây, cà rốt và tấm từ ngũ cốc, nhưng khu vực ở Latgale chỉ sử dụng dưa cải bắp và thịt muối.

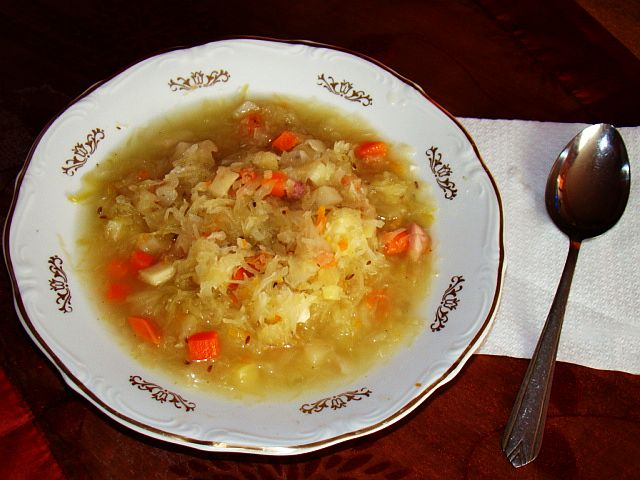
Kapuśniak của Ba Lan.
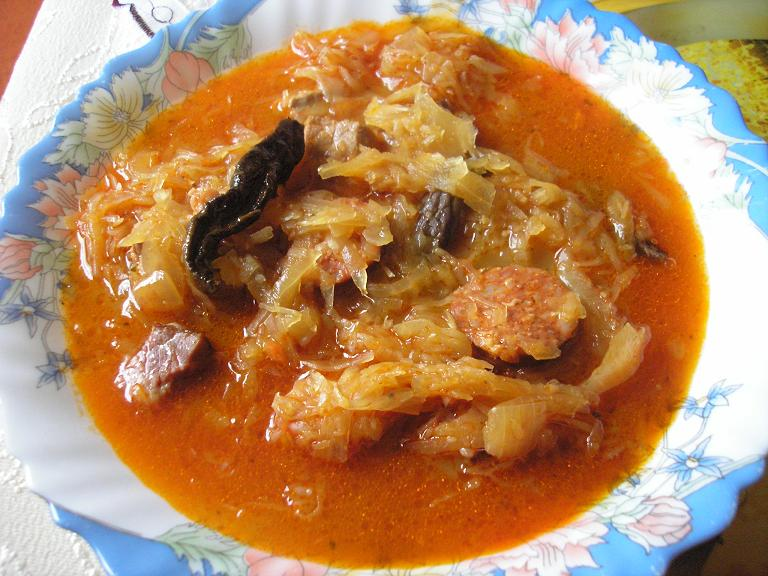
Kapustnica của Slovakia.
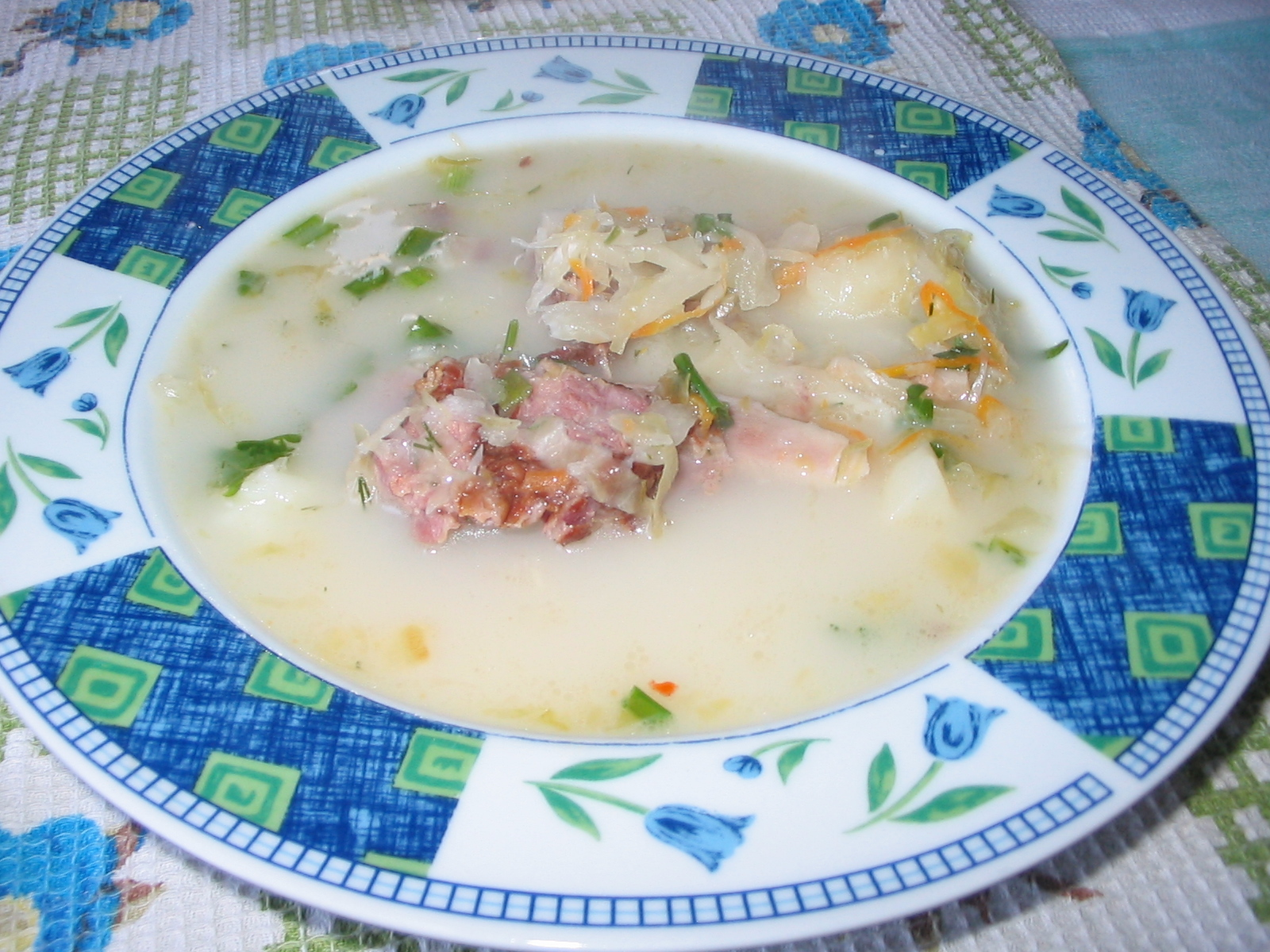
Kapusnyak của Ukraina.

## Chế biến xúp bắp cải Ba Lan truyền thống
Dưa cải làm ráo nước và xắt nhỏ được nấu trong nước với thịt lợn băm nhỏ, vài miếng kiełbasa và một chút muối cho đến khi thịt gần như mềm. Thay cho thịt, nước dùng nấu sẵn cũng được sử dụng. Sau đó, khoai tây và cà rốt thái hạt lựu được thêm vào và nấu cho đến khi chúng chín. Bột cà chua và gia vị có thể được thêm vào. Ở một số vùng, xúp được ăn kèm với bột và bơ. Một loại kapusniak không bổ béo được nấu bằng củ và nấm.
Kapuśniak được ăn nóng, ở một số vùng có kem chua và rắc rau mùi tây và thì là thái nhỏ.

## Trong văn hóa đại chúng
Louis de Funès đóng vai nhân vật chính (Claude Ratinier/ Le Glaude) trong bộ phim La Soupe aux choux (Xúp bắp cải).
Catherine Đại đế (1729-1796), nữ hoàng Nga gốc Đức, ban đầu khét tiếng tại triều đình Nga vì trình độ tiếng Nga kém, đã bị châm biếm là có thể viết 7 lỗi chính tả trong một từ có hai chữ cái: một từ tiếng Nga hai chữ cái щи sẽ trở thành từ 8 chữ cái schtschi bằng tiếng Đức.